# Colin Eglin

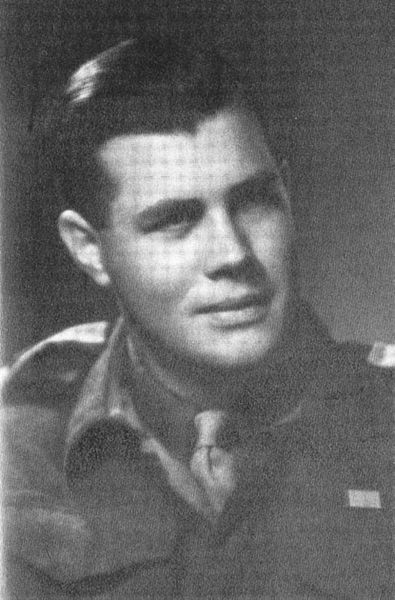
Colin Wells Eglin (1925-2013) als jonge militair tijdens de Tweede Wereldoorlog.

Colin Wells Eglin (Seepunt, Kaapstad 14 april 1925 - Kaapstad 29 november 2013) was een Zuid-Afrikaans politicus. Van 1977-1979 en 1986-1987 gaf hij leiding aan de oppositie in het parlement.

## Biografie
Colin Eglin werd in 1925 geboren in Seepunt, Kaapstad als zoon van Carl August Eglin en diens vrouw Elsie May Eglin. Zijn ouders waren zeer godsdienstig en lid van de methodistische kerk aldaar.Na het overlijden van zijn vader woonde hij op verzoek van moeder in bij een tante (zuster van zijn moeder) en oom in Hobhouse, Oranje Vrijstaat, waar hij de lagere school (Hobhouse Primary School) bezocht. Op die school voor Afrikaners was hij de enige Engelstalige leerling en hij leerde er vloeiend Afrikaans spreken. Hij bezocht de middelbare school (De Villiers Graaff High School) in Villiersdorp, Kaapprovincie..

### Politieke loopbaan
Hij studeerde aan de Universiteit van Kaapstad, maar zijn studie liep vertraging op omdat hij dienst nam in het Zuid-Afrikaanse leger en vocht in Egypte en Italië. In 1946 sloot hij zijn studie af met een Bachelor of Science (B.Sc.) in de landmeetkunde. Hij was daarna werkzaam voor een landmeetkundig bureau. Tegelijkertijd engageerde hij zich voor de burgerrechtenbeweging en was betrokken bij de oprichting van de Pinelands Young People's Club (Pinelands is een wijk in Kaapstad) en trad op als verdediger van de rechten van de kleurlingen en was lid van het Torch Commando.
Na de functie van deelraadslid voor Pinelands te hebben vervuld, werd hij voor Pinelands in de Provinciale Raad van de Kaapprovincie gekozen (1954) en in 1958 werd hij voor de Verenigde Party in het parlement gekozen waar hij Pinenlands vertegenwoordigde. Hij behoorde tot de "Jonge Turken" binnen de Verenigde Party (VP) die streefde naar een progressieve partijkoers. In 1958 brak hij met de VP en sloot zich met elf andere voormalige VP-parlementariërs aan de bij Progressiewe Party (PP) die tegen apartheid was. In 1961 verloor hij zijn zetel in het parlement. 
In 1971 volgde Eglin Harry Schwarz op als politiek leider van de PP en in 1974 werd hij wederom in het parlement gekozen voor Pinelands. In de tussentijd had hij de eerste liberale Afrikanerkrant, Deurbraak, opgericht en was hij betrokken bij de oprichting van de liberale Afrikanervereniging Verligte Aktie. Ook gaf hij leiding aan de dialooggroep Synthesis waar verscheidene tegenstanders van het apartheidsregime, ongeacht hun politieke voorkeur samen kwamen. In 1974 werd hij na fusie van de PP met de Reformisteparty leider van de uit die fusie ontstane Progressiewe Federale Party (PFP). Van 1977 tot 1979 en van 1986 tot 1987 was hij als fractievoorzitter van de grootste oppositiepartij, leider van de oppositie. In 1979 werd hij als leider van de PFP vervangen door Frederik Van Zyl Slabbert, die hij in 1986 echter weer opvolgde als partijleider. In 1987 werd de PFP als grootste oppositiepartij ingehaald door de extreemrechtse Konserwatiewe Party. Zach de Beer nam in 1987 het stokje van hem over.
In 1989 fuseerden de PFP en enkele kleinere partijen tot de Democratische Partij (DP) die in 2000 opging in de Democratische Alliantie (DA). Eglin vertegenwoordigde de DP tot 2004 in het parlement. Hij bekritiseerde in zijn laatste jaren als parlementariër het economische beleid van het ANC.
Nelson Mandela noemde Eglin "een van de architecten van onze democratie."
Colin Eglin overleed in 2013.

## Persoonlijk
Colin Eglin was sinds 1949 getrouwd met Joyce Mabel Cortes bij wie hij drie dochters had. Een van zijn dochters, Lorna, was als zendelinge werkzaam in Kenia.
Hij had als bijnaam "the egg."